# Абрантиш
Абра́нтиш (порт.  Abrantes; [ɐ'bɾɐ̃tɨʃ]) — город в Португалии, центр одноимённого муниципалитета в составе округа Сантарен. Численность населения — 18,6 тыс. жителей (город), 40,7 тыс. жителей (муниципалитет). Город входит в экономико-статистический регион Центральный регион и субрегион Медиу-Тежу. По старому административному делению входил в провинцию Рибатежу.
Покровителем города считается св. Викентий (порт. São Vicente).
Праздник города — 14 июня.

## Расположение
Город расположен в 50 км северо-восточнее города Сантарен на берегу реки Тежу.
Муниципалитет граничит:
- на севере — муниципалитеты Вила-ди-Рей, Сардоал, Масан
- на востоке — муниципалитет Гавиан
- на юге — муниципалитет Понти-ди-Сор
- на западе — муниципалитеты Шамушка, Конштансия, Вила-Нова-да-Баркинья, Томар

## Население
| Население муниципалитета Абрантиш (1801—2004) | Население муниципалитета Абрантиш (1801—2004) | Население муниципалитета Абрантиш (1801—2004) | Население муниципалитета Абрантиш (1801—2004) | Население муниципалитета Абрантиш (1801—2004) | Население муниципалитета Абрантиш (1801—2004) | Население муниципалитета Абрантиш (1801—2004) | Население муниципалитета Абрантиш (1801—2004) | Население муниципалитета Абрантиш (1801—2004) | Население муниципалитета Абрантиш (1801—2004) |
| --------------------------------------------- | --------------------------------------------- | --------------------------------------------- | --------------------------------------------- | --------------------------------------------- | --------------------------------------------- | --------------------------------------------- | --------------------------------------------- | --------------------------------------------- | --------------------------------------------- |
| 1801                                          | 1849                                          | 1900                                          | 1930                                          | 1960                                          | 1981                                          | 1991                                          | 2001                                          | 2004                                          | 2006                                          |
| 17 796                                        | 17 790                                        | 27 453                                        | 39 327                                        | 51 869                                        | 48 653                                        | 45 697                                        | 42 235                                        | 41 326                                        | 40 700                                        |

## История
Город основан в 1179 году.

## Районы
В муниципалитет входят следующие районы:
| - Алдейя-ду-Мату - Алферрареде - Алвега - Бемпошта - Карвальял - Конкавада - Фонтиш - Мартиншел - Моришкаш - Пегу | - Риу-ди-Моиньюш - Россиу-ау-Сул-ду-Тежу - Соту - Сан-Факунду - Сан-Жуан - Сан-Мигел-ду-Риу-Торту - Сан-Висенти - Трамагал - Вале-даш-Мош |